# Zollhaus (Porst)

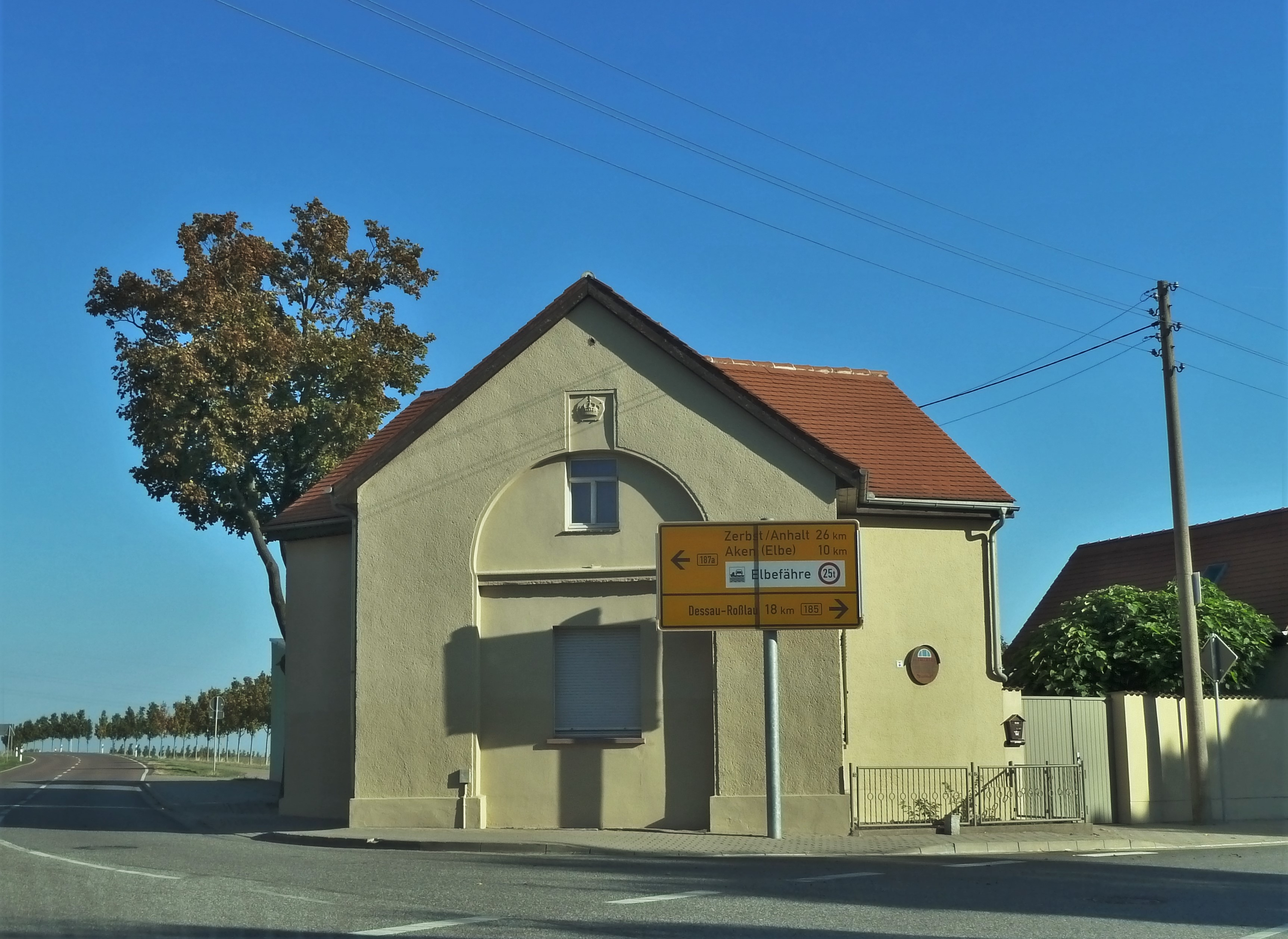
Zollhaus Porst

Das Zollhaus in Porst ist ein Verkehrsbauwerk in der Stadt Köthen im Landkreis Anhalt-Bitterfeld in Sachsen-Anhalt. Die einstige Mautstelle steht unter Denkmalschutz und wird im Denkmalverzeichnis als Baudenkmal mit der Erfassungsnummer 094 09854 registriert.
Zollhäuser sind normalerweise Bauwerke an der Grenze, in denen Waren versteuert werden, doch da in Chausseehäusern auch die Erhebung des Wegezolls vorkam, nennt man manchmal auch diese Verkehrsbauten so. Ein solches Chausseehaus steht in Anhalt in Porst nahe Köthen. Das kleine Gebäude befindet sich heute am Abzweig der Bundesstraße 187a nach Aken von der Bundesstraße 185, die hier Köthen mit Dessau verbindet. Seine diesem Abzweig stark angepasste Bauform lässt erkennen, dass die Wegeführung schon damals in der heutigen Form bestand.
Gottfried Bandhauer, damals auf dem Weg zum bedeutenden Architekten des Klassizismus in Anhalt-Köthen, schuf hier eine schlichte, aber wirkungsvolle Mautstelle, die drei Gebäudeflügel auf einem zentralisierenden Grundriss vereint. Jeder dieser drei Flügel ist wie ein Risalit gestaltet und besitzt Fenster, von denen aus die jeweilige Straße von Dessau, Aken und Köthen überblickt werden kann. Der imposanteste Zentralbau Bandhauers ist die katholische Kirche St. Mariä Himmelfahrt in Köthen, ein typisches Element seiner Bauten ist der Risalit mit dem eingetieften Bogen (Rundbogennische), das sich bei fast allen Gebäuden wiederfinden lässt. Über der Rundbogennische gen Köthen befindet sich eine Krone.
Bereits in den 1780er Jahren wurde ein Gebäude in Porst als Schul- und Chausseehaus eingerichtet, doch ein eigener Chausseegeld-Einnehmer wurde erst mit dem Neubau im Jahr 1822 eingestellt.